# Risen (Antarktika)
Der Risen (norwegisch für Riese) ist ein Berg im ostantarktischen Königin-Maud-Land. In der Gjelsvikfjella ragt er 3 km nördlich des Medhovden auf.
Norwegische Kartografen, welche den Berg auch benannten, kartierten ihn anhand von Luftaufnahmen und Vermessungen der Dritten Norwegischen Antarktisexpedition (1956–1960).